# Camptomyces
Camptomyces es un género de hongos de la familia Laboulbeniaceae. El género contiene 8 especies.